# Stirlings formel
Stirlings formel är en approximation för stora fakulteter, upptäckt av Abraham de Moivre, men namngiven efter James Stirling. Den används exempelvis inom statistisk mekanik där n är av ordningen ∝1023, men även för n ≥ 5 ger den acceptabel noggrannhet. Formeln kan skrivas
{\displaystyle \lim _{n\rightarrow \infty }{n! \over {\sqrt {2\pi n}}\;\left({\frac {n}{e}}\right)^{n}}=1}
vilket ofta uttrycks som
{\displaystyle n!\sim {\sqrt {2\pi n}}\;\left({\frac {n}{e}}\right)^{n}}
(Se limes, kvadratrot, π, e.) För stora n så är högerledet en god approximation för n! och går mycket snabbare och enklare att beräkna. För exempelvis 30! ger approximationen värdet 2,6451 · 1032 medan det verkliga värdet är 2,6525 · 1032.
Formeln kan även uttryckas som
{\displaystyle \ln n!=n\ln n-n+{\frac {1}{2}}\ln n+{\frac {1}{2}}\ln(2\pi )+O\left({\frac {1}{n}}\right),}
eller om n >> ln n,
{\displaystyle \ln n!\approx n\ln n-n.}

## Konsekvenser
Genom att använda Stirlings formel kan man visa att
{\displaystyle n^{n}\geq n!\geq \left({\frac {n}{2}}\right)^{\frac {n}{2}}.}

## Konvergenshastighet och feluppskattningar
Konvergenshastigheten av ovanstående gränsvärde uttrycks med formeln
{\displaystyle n!={\sqrt {2\pi n}}\;\left({\frac {n}{e}}\right)^{n}\left(1+\Theta \left({\frac {1}{n}}\right)\right)}
där Θ(1/n) betecknar en funktion vars asymptotiska beteende för n→∞ motsvarar en konstant multiplicerad med 1/n; se Ordo.
Eller mer exakt:
{\displaystyle n!={\sqrt {2\pi n}}\;\left({\frac {n}{e}}\right)^{n}e^{\lambda _{n}}}
där
{\displaystyle {\frac {1}{12n+1}}<\lambda _{n}<{\frac {1}{12n}}}

## Härledning
Formeln liksom dess feluppskattning kan härledas genom följande argument. Istället för att approximera n! kan den naturliga logaritmen ln(n!) = ln(1) + ln(2) + ... + ln(n) betraktas. Euler-Maclaurins formel uppskattar summor av dessa slag. Nästa steg är sedan att visa approximeringsformeln (i dess logaritmiska) form
{\displaystyle \ln n!\approx \left(n+{\frac {1}{2}}\right)\ln n-n+\ln \left({\sqrt {2\pi }}\right).}
(En mer informell härledning baseras på att byta ut summan med en integral:
{\displaystyle \ln(n!)=\sum _{p=1}^{n}\ln p\rightarrow \int _{1}^{n}\ln p\,dp=n\ln n-n+1}.)

## Historia
Formeln upptäcktes först av Abraham de Moivre på formen
{\displaystyle n!\sim [{\rm {konstant}}]\cdot n^{n+1/2}e^{-n}.}
Stirlings bidrag till approximationen bestod i att visa att konstanten är {\displaystyle {\sqrt {2\pi }}}.